# Xenomedes
Xenomedes (grec antic: Ξενομήδης) fou un historiador grec nadiu de l'illa de Ceos esmentat per Dionís d'Halicarnàs juntament amb altres logògrafs que situa una mica abans de la guerra del Peloponès.
Alguns fragments de les seves obres són reproduïts per gramàtics posteriors, i són de temàtica mitològica més que històrica.